# Центрированное пятиугольное число

Чёрный круг один, вместе со внутренним слоем рыжих кругов их 6, вместе со следующим слоем синих — 16, со следующим слоем рыжих — 31, с последним изображённым слоем синих — 51.

Центрированное пятиугольное число — это центрированное фигурное число, которое представляет пятиугольник, который содержит точку в центре и все точки, окружающие центр, лежат в пятиугольных слоях.
Центрированное пятиугольное число для n задается формулой
{\displaystyle {{5n^{2}+5n+2} \over 2},}
соответствующей сумме
{\displaystyle 1+\sum _{k=1}^{n}{5k}=1+5\cdot {\dfrac {n(n+1)}{2}}.}
Несколько первых центрированных пятиугольных чисел:
1, 6, 16, 31, 51, 76, 106, 141, 181, 226, 276, 331, 391, 456, 526, 601, 681, 766, 856, 951, …
Чётность центрированных пятиугольных чисел подчиняется правилу нёчетное-чётное-чётное-нёчетное, и последняя десятичная цифра подчиняется правилу 1-6-6-1.
Число вершин, достижимых из любой заданной вершины паркета 3.3.3.4.4 не более чем за n переходов по рёбрам, есть центрированное пятиугольное число.